# Liste des champions des quatre continents de patinage artistique
La liste des médailles d'or aux Championnats des quatre continents de patinage artistique depuis la création de ces championnats en 1999. Le nom « Quatre continents » fait référence aux continents de l'Afrique, de l'Amérique, de l'Asie et de l'Océanie. Seuls les patineurs de l'Europe ne peuvent pas y participer, car ceux-ci ont leur propre compétition : les championnats d'Europe de patinage artistique qui existent depuis 1891. 

## Vainqueurs par discipline
| Date | Lieu             | Messieurs                                                        | Dames                                                            | Couples                                                          | Danse                                                            |
| ---- | ---------------- | ---------------------------------------------------------------- | ---------------------------------------------------------------- | ---------------------------------------------------------------- | ---------------------------------------------------------------- |
| 1999 | Halifax          | Takeshi Honda                                                    | Tatiana Malinina                                                 | Shen Xue / Zhao Hongbo                                           | Shae-Lynn Bourne / Victor Kraatz                                 |
| 2000 | Osaka            | Elvis Stojko                                                     | Angela Nikodinov                                                 | Jamie Salé / David Pelletier                                     | Naomi Lang / Peter Tchernyshev                                   |
| 2001 | Salt Lake City   | Li Chengjiang                                                    | Fumie Suguri                                                     | Jamie Salé / David Pelletier                                     | Shae-Lynn Bourne / Victor Kraatz                                 |
| 2002 | Jeonju           | Jeffrey Buttle                                                   | Jennifer Kirk                                                    | Pang Qing / Tong Jian                                            | Naomi Lang / Peter Tchernyshev                                   |
| 2003 | Pékin            | Takeshi Honda                                                    | Fumie Suguri                                                     | Shen Xue / Zhao Hongbo                                           | Shae-Lynn Bourne / Victor Kraatz                                 |
| 2004 | Hamilton         | Jeffrey Buttle                                                   | Yukina Ota                                                       | Pang Qing / Tong Jian                                            | Tanith Belbin / Benjamin Agosto                                  |
| 2005 | Gangneung        | Evan Lysacek                                                     | Fumie Suguri                                                     | Zhang Dan / Zhang Hao                                            | Tanith Belbin / Benjamin Agosto                                  |
| 2006 | Colorado Springs | Nobunari Oda                                                     | Katy Taylor                                                      | Rena Inoue / John Baldwin                                        | Tanith Belbin / Benjamin Agosto                                  |
| 2007 | Colorado Springs | Evan Lysacek                                                     | Kimmie Meissner                                                  | Shen Xue / Zhao Hongbo                                           | Marie-France Dubreuil / Patrice Lauzon                           |
| 2008 | Séoul            | Daisuke Takahashi                                                | Mao Asada                                                        | Qing Pang / Jian Tong                                            | Tessa Virtue / Scott Moir                                        |
| 2009 | Vancouver        | Patrick Chan                                                     | Kim Yuna                                                         | Qing Pang / Jian Tong                                            | Meryl Davis / Charlie White                                      |
| 2010 | Jeonju           | Adam Rippon                                                      | Mao Asada                                                        | Zhang Dan / Zhang Hao                                            | Kaitlyn Weaver / Andrew Poje                                     |
| 2011 | Taipei           | Daisuke Takahashi                                                | Miki Andō                                                        | Qing Pang / Jian Tong                                            | Meryl Davis / Charlie White                                      |
| 2012 | Colorado Springs | Patrick Chan                                                     | Ashley Wagner                                                    | Sui Wenjing / Han Cong                                           | Tessa Virtue / Scott Moir                                        |
| 2013 | Ōsaka            | Kevin Reynolds                                                   | Mao Asada                                                        | Meagan Duhamel / Eric Radford                                    | Meryl Davis / Charlie White                                      |
| 2014 | Taipei           | Takahito Mura                                                    | Kanako Murakami                                                  | Sui Wenjing / Han Cong                                           | Madison Hubbell / Zachary Donohue                                |
| 2015 | Séoul            | Denis Ten                                                        | Polina Edmunds                                                   | Meagan Duhamel / Eric Radford                                    | Kaitlyn Weaver / Andrew Poje                                     |
| 2016 | Taipei           | Patrick Chan                                                     | Satoko Miyahara                                                  | Sui Wenjing / Han Cong                                           | Maia Shibutani / Alex Shibutani                                  |
| 2017 | Gangneung        | Nathan Chen                                                      | Mai Mihara                                                       | Sui Wenjing / Han Cong                                           | Tessa Virtue / Scott Moir                                        |
| 2018 | Taipei           | Jin Boyang                                                       | Kaori Sakamoto                                                   | Tarah Kayne / Daniel O'Shea                                      | Kaitlin Hawayek / Jean-Luc Baker                                 |
| 2019 | Anaheim          | Shoma Uno                                                        | Rika Kihira                                                      | Sui Wenjing / Han Cong                                           | Madison Chock / Evan Bates                                       |
| 2020 | Séoul            | Yuzuru Hanyu                                                     | Rika Kihira                                                      | Sui Wenjing / Han Cong                                           | Madison Chock / Evan Bates                                       |
| 2021 | Sydney           | Annulation des championnats en raison de la pandémie de Covid-19 | Annulation des championnats en raison de la pandémie de Covid-19 | Annulation des championnats en raison de la pandémie de Covid-19 | Annulation des championnats en raison de la pandémie de Covid-19 |
| 2022 | Tallinn          | Cha Jun-hwan                                                     | Mai Mihara                                                       | Audrey Lu / Misha Mitrofanov                                     | Caroline Green / Michael Parsons                                 |
| 2023 | Colorado Springs | Kao Miura                                                        | Lee Hae-in                                                       | Riku Miura / Ryuichi Kihara                                      | Madison Chock / Evan Bates                                       |
| 2024 | Shanghai         | Yuma Kagiyama                                                    | Mone Chiba                                                       | Deanna Stellato-Dudek / Maxime Deschamps                         | Piper Gilles / Paul Poirier                                      |
| 2025 | Séoul            | Mikhail Shaidorov                                                | Chaeyeon Kim                                                     | Riku Miura / Ryuichi Kihara                                      | Piper Gilles / Paul Poirier                                      |
| 2026 | Pékin            |                                                                  |                                                                  |                                                                  |                                                                  |

## Records
Les tableaux ci-dessous représentent les patineurs et patineuses ayant remporté au moins 3 fois les Championnats des quatre continents.

### Messieurs
| Pays   | Patineurs    | Titres | Années           |
| ------ | ------------ | ------ | ---------------- |
| Canada | Patrick Chan | 3      | 2009, 2012, 2016 |

### Dames
| Pays  | Patineuses   | Titres | Années           |
| ----- | ------------ | ------ | ---------------- |
| Japon | Fumie Suguri | 3      | 2001, 2003, 2005 |
| Japon | Mao Asada    | 3      | 2008, 2010, 2013 |

### Couples
| Pays  | Patineurs              | Titres | Années                             |
| ----- | ---------------------- | ------ | ---------------------------------- |
| Chine | Sui Wenjing / Han Cong | 6      | 2012, 2014, 2016, 2017, 2019, 2020 |
| Chine | Pang Qing / Tong Jian  | 5      | 2002, 2004, 2008, 2009, 2011       |
| Chine | Shen Xue / Zhao Hongbo | 3      | 1999, 2003, 2007                   |

### Danse sur glace
| Pays       | Patineurs                        | Titres | Années           |
| ---------- | -------------------------------- | ------ | ---------------- |
| Canada     | Shae-Lynn Bourne / Victor Kraatz | 3      | 1999, 2001, 2003 |
| États-Unis | Tanith Belbin / Benjamin Agosto  | 3      | 2004, 2005, 2006 |
| États-Unis | Meryl Davis / Charlie White      | 3      | 2009, 2011, 2013 |
| Canada     | Tessa Virtue / Scott Moir        | 3      | 2008, 2012, 2017 |
| États-Unis | Madison Chock / Evan Bates       | 3      | 2019, 2020, 2023 |

## Tableaux des médailles
Mis à jour après l'édition 2024.

### Messieurs
| Rang  | Nation       | Or | Argent | Bronze | Total |
| ----- | ------------ | -- | ------ | ------ | ----- |
| 1     | Japon        | 10 | 11     | 6      | 27    |
| 2     | Canada       | 7  | 5      | 2      | 14    |
| 3     | États-Unis   | 4  | 3      | 9      | 16    |
| 4     | Chine        | 2  | 6      | 7      | 15    |
| 5     | Corée du Sud | 1  | 0      | 1      | 2     |
| 5     | Kazakhstan   | 1  | 0      | 0      | 1     |
| Total | Total        | 25 | 25     | 25     | 75    |

### Dames
| Rang  | Nation       | Or | Argent | Bronze | Total |
| ----- | ------------ | -- | ------ | ------ | ----- |
| 1     | Japon        | 16 | 11     | 12     | 39    |
| 2     | États-Unis   | 6  | 5      | 9      | 20    |
| 3     | Corée du Sud | 2  | 4      | 1      | 7     |
| 4     | Ouzbékistan  | 1  | 0      | 0      | 1     |
| 5     | Canada       | 0  | 4      | 2      | 6     |
| 6     | Kazakhstan   | 0  | 1      | 0      | 1     |
| 7     | Chine        | 0  | 0      | 1      | 1     |
| Total | Total        | 25 | 25     | 25     | 75    |

### Couples
| Rang  | Nation        | Or | Argent | Bronze | Total |
| ----- | ------------- | -- | ------ | ------ | ----- |
| 1     | Chine         | 16 | 8      | 6      | 30    |
| 2     | Canada        | 5  | 8      | 8      | 21    |
| 3     | États-Unis    | 3  | 8      | 10     | 21    |
| 4     | Japon         | 1  | 1      | 0      | 2     |
| 5     | Corée du Nord | 0  | 0      | 1      | 1     |
| Total | Total         | 25 | 25     | 25     | 75    |

### Danse sur glace
| Rang  | Nation     | Or | Argent | Bronze | Total |
| ----- | ---------- | -- | ------ | ------ | ----- |
| 1     | États-Unis | 15 | 12     | 14     | 41    |
| 2     | Canada     | 10 | 12     | 10     | 32    |
| 3     | Japon      | 0  | 1      | 1      | 2     |
| Total | Total      | 25 | 25     | 25     | 75    |